# Valentin Varennikov

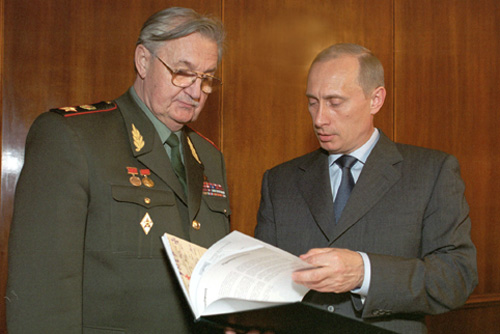
Generaal Varennikov met president Vladimir Poetin, 2002

Valentin Ivanovitsj Varennikov (Russisch: Валентин Иванович Варенников) (Krasnodar, 15 december 1923 - Moskou, 6 mei 2009) was een Russische generaal en politicus. Hij vocht mee in de Tweede Wereldoorlog en bekleedde na de oorlog hoge posities in het Rode Leger. Later was hij ook politiek actief.

## Loopbaan

### Militaire loopbaan
Varennikov nam als militair onder meer deel aan de Slag om Stalingrad. Ook was hij als commandant betrokken bij de verovering van het Rijksdaggebouw tijdens de Slag om Berlijn aan het eind van de Tweede Wereldoorlog.
In de naoorlogse periode was hij onder andere gelegerd in de DDR en het Russische poolgebied. In 1979 werd hij onderhoofd van de Generale Staf van de Sovjet-strijdkrachten. Ook was hij een van de planners en leiders van de Afghaanse Oorlog (1979-1989).
In 1989 werd hij opperbevelhebber van het onderdeel van de Sovjet-landstrijdkrachten. Tevens werd hij in dat jaar onderminister van Defensie.
Varennikov was een van de plegers van de coup tegen Sovjet-president Michail Gorbatsjov in augustus 1991. Als enige van de coupplegers weigerde hij amnestie. Hij werd in 1994 vrijgesproken door het Russische Hooggerechtshof.
Hij is onderscheiden als Held van de Sovjet-Unie.

### Politieke loopbaan
Voor de Communistische Partij van de Russische Federatie werd hij in 1995 verkozen in de Doema. In 2003 behoorde hij tot de oprichters van de politieke partij Rodina maar in 2007 keerde hij naar de communistische partij terug.
In 2008 figureerde hij als protagonist van Jozef Stalin in het televisieprogramma De grootste Rus. Begin mei 2009 overleed Valentin Varennikov op 85-jarige leeftijd.

## Decoraties
- Held van de Sovjet-Unie op 3 maart 1988
- Orde van Verdienste voor het Moederland in de Strijdkrachten van de Sovjet-Unie in 2004
- Leninorde (2)
- Orde van de Oktoberrevolutie
- Orde van de Rode Banier (4)
- Orde van Koetoezov der Eerste Klasse
- Orde van de Vaderlandse Oorlog 1e Klasse
- Orde van de Vaderlandse Oorlog 2e Klasse
- Orde van de Rode Ster (Sovjet-Unie)
- Orde van Verdienste voor het Moederland in de Strijdkrachten van de Sovjet-Unie 3e Klasse
- Medaille voor de Gewapende Strijd
- Medaille voor de Verdediging van Leningrad
- Medaille voor de Overwinning over Duitsland in de Grote Patriottische Oorlog 1941-1945
- Medaille voor de 20e Verjaardag van de Overwinning in de Grote Patriottische Oorlog
- Medaille voor de 30e Verjaardag van de Overwinning in de Grote Patriottische Oorlog
- Medaille voor de 40e Verjaardag van de Overwinning in de Grote Patriottische Oorlog
- Medaille voor de 50e Verjaardag van de Overwinning in de Grote Patriottische Oorlog
- Jubileummedaille "30 jaar van Sovjet Leger en Vloot"
- Jubileummedaille "40 Jaar Strijdkrachten van de USSR"
- Jubileummedaille "50 Jaar Strijdkrachten van de USSR"
- Jubileummedaille "60 Jaar Strijdkrachten van de USSR"
- Orde van de Rode Banier (Afghanistan)
- Medaille "ter nagedachtenis van de 10e verjaardag van de terugtrekking van de Sovjet-troepen uit Afghanistan."
- Leninprijs

- Gemeinsame Normdatei: 130399809
- International Standard Name Identifier: 0000 0000 7873 7564
- Library of Congress Control Number: no94036019
- Nationale Bibliotheek van Tsjechië: js20090521009
- Nederlandse Thesaurus van Auteursnamen: 123236517
- Virtual International Authority File: 38024649
- WorldCat: E39PBJht8xRGbHmgrJ8gqbqJDq